# Spyrídon Skémbris
Spyrídon Skémbris (grec moderne : Σπυρίδων Σκέμπρης) est un joueur d'échecs grec né le 22 février 1958, grand maître international depuis 1990.
Au 1er avril 2021, il est le 23e joueur grec avec un classement Elo de 2 421 points.

## Biographie et carrière
Spyrídon Skémbris finit troisième ex æquo du championnat du monde d'échecs junior en 1977 (sixième au départage).
Il remporta :
- le championnat de Grèce en 1981, 1984, 1989 et 1993 ;
- le tournoi Acropolis d'Athènes en 1988 et 1989 ;
- le tournoi de Komotiní en 1992 ;
- le tournoi de Gausdal (Coupe Arnold) en 1993 ;
- le tournoi de Limassol en 1997 ;
- Montecatini Terme en 1999 et 2000[3] ;
- Kavala en 2005[4].

Spyrídon Skémbris a représenté la Grèce lors de deux championnats d'Europe par équipe (en 1989 et 1992), remportant la médaille d'or individuelle au deuxième échiquier en 1992 (6,5 points marqués en 9 parties). Il joua lors de huit olympiades consécutives de 1980 à 1994.